# Arisaema pianmaense
Arisaema pianmaense är en kallaväxtart som beskrevs av Hen Li. Arisaema pianmaense ingår i släktet Arisaema och familjen kallaväxter. Inga underarter finns listade.